# IW Engine
IW Engine er en spilmotor udviklet af Infinity Ward og bliver benyttet til Call of Duty serien. Motoren er baseret på id Tech 3, hvilken blev brugt allerede til det første Call of Duty spil. Selvom motoren er baseret på en gammel motor, er IW Engine blevet stærkt modificeret både grafisk og teknologisk siden Call of Duty 4: Modern Warfare. Og Infinity Ward har sagt at der ikke er en eneste linje kode tilbage af den orgiginale id Tech 3 motor
Motoren blev første gang benyttet til Call of Duty 2 i 2005 under en proprietær licens. Motoren havde ikke et officielt navn indtil IGN blev fortalt ved E3 2009 af studiet, at Call of Duty: Modern Warfare 2 ville benytte "IW Engine 4.0".
En ny version af motoren blev igen benyttet ved Call of Duty 4: Modern Warfare. Modificerede versioner af motoren er blevet benyttet af Treyarch til deres Call of Duty-spil (efter Call of Duty 4) samt Quantum of Solace.
IW 4.0 benytter en texture streaming teknologi til at skabe bedre detaljer i miljøet og blev benyttet i Call of Duty: Modern Warfare 2. Motoren i Call of Duty: Modern Warfare 3 er navngivet MW3-Engine fordi holdene bag spillet nu både er Ifinity Ward og Sledgehammer Games (uofficielt er det IW 5.0). Motoren indeholder en bedre streamingteknologi så spillet kan køre større baner uden egentlige større krav, samtidig byder 5.0 på bedre lys og lyd.

## Spil
- Call of Duty 2 (2005) IW 2.0
- Call of Duty 4: Modern Warfare (2007) IW 3.0
- Call of Duty: World at War (2008) IW 3.0
- Quantum of Solace (2008) IW 3.0
- Call of Duty: Modern Warfare 2 (2009) IW 4.0
- Call of Duty: Black Ops (2010) IW 3.0 opdateret version
- Call of Duty: Modern Warfare 3 (2011) MW3-Engine (IW 5.0)
- Call of Duty: Ghosts  (2013) IW 6.0